# Tessa Lavey
Tessa Lavey, née le 29 mars 1993 à Swan Hill, en Australie, est une joueuse australienne de basket-ball.

## Biographie
Née à Swan Hill, elle entre à l'Australian Institute of Sport (AIS) en décembre 2009. Ce centre de formation national dispute également le championnat WNBL. Pour ses débuts, ses statistiques sont de 4,0 points et 3,7 rebonds.
Sortie de l'AIS, elle rejoint la Canberra Capitals Academy pour la saison 2012 de SEABL, puis l'équipe première des Canberra Capitals pour la saison WNBL 2012–2013 pour seulement quatre points en neuf rencontres. Elle repart à la Canberra Capitals Academy pour la saison SEABL 2013.
Le 8 juin 2013, elle signe avec le club de Bendigo Spirit. En 41 rencontres pour Bendigo sur deux saisons, sa moyenne de points reste à 1,8 par rencontre. Durant l'été, elle joue pour le BA Centre of Excellence en 2014 et pour les Bendigo Lady Braves en 2015.
Le 22 juin 2015, elle signe un contrat de deux ans avec Perth Lynx. Elle est nommée capitaine de sa nouvelle formation en raison de son éthique de travail et ses qualités de leadership. Le 9 décembre, elle est nommée pour la première fois dans le meilleur cinq de la semaine en WNBL. Elle mène le Lynx jusqu'à la deuxième place de la saison régulière avec 16 succès pour 8 revers. En 26 rencontres, ses statistiques de saison régulière sont de 10,2 points, 3,4 rebonds, 3,4 passes décisives et 1,2 interception. Elle inscrit 15 points en demi-finale contre Townsville Fire pour une victoire qui qualifie son équipe pour grande finale de WNBL. Le champion sortant Townsville s'impose deux manches à zéro

## Équipe nationale
En août 2009, elle prend part au premier tournoi d'Océanie U17 contre la Nouvelle-Zélande, puis en 2010 au championnat du monde U17.
En 2014, elle intègre l'équipe nationale pour le Championnat du monde 2014 où l'Australie remporte la médaille de bronze.
En 2016, elle dispute les Jeux de Rio.

## Palmarès
- Médaille de bronze au Mondial universitaires 2013[11]
- Médaille de bronze du Championnat du monde 2014 en Turquie[12]